# Massefläche
Als Massefläche (englisch ground plane) wird in der Elektronik, speziell im Leiterplattendesign, eine mit dem Massepotenzial verbundene großflächige Kupferfläche auf gedruckten Schaltungen bezeichnet.
Neben Masseflächen werden auf Leiterplatten auch andere größere Flächen mit nicht massebezogenem Potenzial eingesetzt. Diese können etwa der Stromversorgung von Baugruppen auf der Leiterplatte dienen und somit Versorgungsspannungspotenzial aufweisen.

## Motivation

### Störungsverminderung

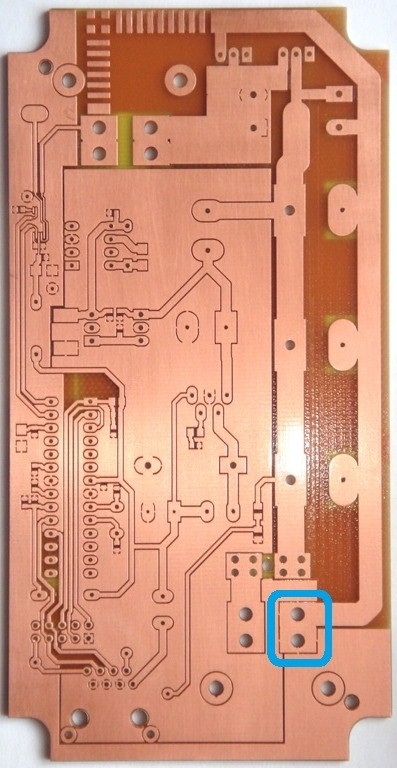
Unbestückte Leiterplatte einer Motorsteuerung mit geteilter Masse. An der blau umrandeten Stelle (Versorgungsstecker) treffen alle drei Massen zusammen. Links im Bild befindet sich die Analogmasse, in der Mitte die Versorgungs- oder Digitalmasse und rechts die Leistungsmasse, die hier nachträglich noch durch Auflöten von Kupferdrähten verstärkt wird.

Jede Leitung (Leiterbahn) einer Leiterplatte weist eine gewisse Impedanz auf. Fließt nun über eine dieser Leitungen Strom, verursacht dieser zwangsläufig einen Spannungsabfall. In den meisten Fällen wird ein Stromkreis über eine Masseleitung geschlossen, wodurch auch an dieser Verbindung ein Spannungsabfall entsteht. Die Masseverbindung hat somit an jedem Punkt ein anderes Potenzial. Da integrierte Schaltkreise auf der Leiterplatte, wie beispielsweise Messverstärker oder Analog-Digital-Umsetzer, die Spannung ihrer Ein- oder Ausgänge auf das Massepotenzial beziehen, tritt somit eine Verfälschung dieser Signale auf, da das Bezugspotenzial – die Masseleitung – nicht für jeden Schaltkreis dasselbe ist. Um dem entgegenzuwirken, kann die Masseleitung als Fläche ausgeführt werden.

#### Gemeinsame Masse
Die einfachste Ausführung einer Massefläche bei einseitigen Leiterplatten ist das Auffüllen von freiem Platz (keine Leiterbahnen) mit masseverbunden Kupferflächen. Jedes Bauteil, welches mit der Masse verbunden werden soll, wird mit dieser Fläche kontaktiert. Da die Massefläche durch die übrigen Signal- und Versorgungsleistungen „eingeschnitten“ wird, ist der Vorteil einer niederohmigen und induktivitätsarmen Masseverbindung eher beschränkt.
Bei Leiterplatten mit mehreren Lagen kann eine Lage als Masselage reserviert werden, auf der sich eine Massefläche befindet. Alle Bauteile der Leiterplatte können somit auf eine massive und niederohmige Masseverbindung zurückgreifen. Potenzialdifferenzen zwischen den Massepunkten können somit deutlich reduziert werden.

#### Geteilte Masse
In manchen Fällen kann es sinnvoll sein, nicht eine gemeinsame Massefläche, sondern mehrere separate Masseflächen zu verwenden und diese an einer bestimmten Stelle zusammenzuführen. Werden auf einer Leiterplatte unterschiedliche Komponenten (analoge-, digitale- und Leistungsbauteile) eingesetzt, so kann die Masse auf zusammengehörende Komponenten aufgeteilt werden. Werden nun beispielsweise drei unterschiedliche Masseflächen (Analogmasse, Digitalmasse und Versorgungsmasse) eingesetzt, treten durch höheren Strom zwar nach wie vor Potenzialdifferenzen entlang der Masse auf, jedoch beeinflussen Komponenten, die hohe Ströme fordern, nicht mehr die gesamte Masse, sondern nur mehr die eigene. Wenn ein Schaltregler auf der Leiterplatte durch hohe hochfrequente Ströme nun Störungen auf der Versorgungsmasse verursacht, sind diese auf der getrennten Analogmasse nicht merkbar. Der Analogteil der Leiterplatte hat somit mit der getrennten Analogmasse ein störungsfreies Bezugspotenzial. Dasselbe gilt für den Digitalteil, der durch eine eigene Digitalmasse nicht vom Schaltregler gestört werden kann und selbst auch nicht den Analogteil stören kann.
Alle Masseflächen müssen natürlich an einer Stelle miteinander verbunden werden. Vorzugsweise geschieht dies an der Spannungsversorgungsklemme der Leiterplatte. Jede Massefläche ist somit direkt mit dem absoluten Bezugspotenzial (Masse der Versorgungsklemme) der Leiterplatte verbunden. Die Masseflächen können jedoch je nach Anwendung auch an anderen Stellen der Platine zusammengeführt werden. Es kann sich somit auch eine Art Baumstruktur der Masse bilden.

### Elektromagnetische Verträglichkeit
Jeder stromdurchflossene Leiter erzeugt ein Magnetfeld, das von der Leiterplatte abstrahlt und die elektromagnetische Verträglichkeit beeinträchtigt. Um dieses Magnetfeld zu vermindern, können Masseflächen eingesetzt werden, in denen ein Wechselmagnetfeld Wirbelströme induziert und somit Energie abbaut. Speziell bei Spulen auf einer Leiterplatte, die in der Regel immer einen Streufluss aufweisen, wirkt eine darunterliegende Massefläche merkbar schirmend. Dieser Effekt hat jedoch bei Schaltreglern deutliche Nachteile, da hier dem Energie übertragenden Bauteil (Spule) durch das Auftreten von Wirbelströmen Energie entzogen und somit der Wirkungsgrad reduziert wird. Aus diesem Grund werden Masseflächen unter Spulen meist freigestellt.
Elektrische Felder auf Leiterplatten werden durch Masseflächen ebenfalls geschirmt.

### Impedanzkontrollierte Leiterplatten

Schematische Darstellung des Querschnitts einer impedanzkontrollierten Leiterplatte. Die innere Signalleitung ist von Masseflächen umgeben und geschirmt, wodurch die Leitung einen definierten Wellenwiderstand bekommt.

Für Hochfrequenzanwendungen oder sehr hoch getaktete Digitalschaltungen ist es notwendig, dass eine Leiterbahn eine bestimmte Wellenimpedanz aufweist, um Komponenten untereinander anpassen zu können. Um impedanzkontrollierte Leiterbahnen zu realisieren, werden Signalleitungen bei Leiterplatten mit mehreren Layern zwischen und neben zwei Masseflächen mit bestimmtem Abstand geroutet. Die Signalleitung wird so, ähnlich wie bei einem Koaxialkabel, von einem Masseschirm umgeben und weist eine bestimmte Wellenimpedanz auf.

### Kühlung
Um die Wärmeentwicklung von SMD-Bauteilen (Transistoren) zu minimieren, werden die Kühlpads der Bauteile auf Kupferflächen (wenn möglich auf Masseflächen) gelötet. Die Kupferfläche auf der Leiterplatte wirkt dadurch als Kühlkörper und gibt die Wärme an die Umgebung ab. Auch bedrahtete Bauteile, wie beispielsweise Dioden, benötigen Kupferflächen auf der Leiterplatte, da sie die entwickelte Wärme auf keinem anderen Weg in genügendem Maße abgeben können.

### Kondensator
Bei Leiterplatten mit mehreren Lagen können zwei übereinanderliegende Layer als Kupferfläche ausgeführt werden. Wird eine dieser Kupferflächen mit dem Massepotenzial und die zweite mit dem Versorgungspotenzial verbunden, ergibt sich ein über die gesamte Fläche der Leiterplatte verteilter Plattenkondensator, der einem Stützkondensator gleichkommt. Dies kann tatsächliche Stützkondensatoren jedoch nicht ersetzen, höchstens ergänzen.

### Mechanische Stabilität
Um die mechanische Stabilität von mechanischen SMD-Komponenten wie Schaltern oder Buchsen zu erhöhen, kann das Gehäuse dieser mit einer Massefläche (sofern elektrisch möglich) verlötet werden. Dadurch erhöht sich die mechanische Belastbarkeit des Bauteils, da eine großflächige Kupferfläche weniger anfällig gegen das Ablösen von der Leiterplatte ist, als ein einzelnes Pad.

### Leiterplattenherstellung
Wird eine Leiterplatte mittels Ätzverfahren hergestellt, so werden jene Stellen, an denen kein Kupfer vorhanden sein sollte, durch das Ätzmittel abgetragen. Wird auf der Leiterplatte eine Massefläche eingesetzt, müssen lediglich die Stellen zwischen den Leiterbahnen abgetragen werden, wodurch das Ätzmittel deutlich weniger gesättigt wird. Speziell bei Selbstfertigung von Leiterplatten bietet es sich an, Masseflächen einzusetzen, um das Ätzmittel zu schonen.